# 에곤 바르
에곤 바르(독일어: Egon Karl-Heinz Bahr, 1922년 3월 18일 ~ 2015년 8월 20일)는 독일 사회민주당(SPD)의 정치인이다. 그는 1969년부터 1972년까지 독일의 제4대 총리 빌리 브란트(독일어: Willy Brandt)의 비서로 함께 일하며 동방정책의 기틀을 마련하였다. 그 후 1972년부터 1990년 사이에는 독일연방공화국의 하원의원으로 활동하였고 1972년부터 1976년 사이에는 독일연방정부의 장관직을 역임하였다. 바르는 또한 동독과 서독사이의 협상과정에서 항상 주요 인물이었고 독일과 소비에트 사이에서의 협상과정에서도 또한 마찬가지였다. 바르는 빌리 브란트와 함께 동방정책을 추진하며 모스크바 조약과 바르샤바 조약 등 협약을 맺는 데에도 큰 기여를 하였다. 2015년 8월 20일 타계하였다.

## 어린 시절
바르는 독일제국의 튀링겐 주의 트레프루트(독일어:Treffurt)에서 고등학교 교사인 칼 바르와 그의 반유대인 부인 헤드윅사이에서 태어났다. 바르는 1940년에 중고등교육을 끝낸 후, 베를린에 있는 라인메탈 보르지히 무기회사에서 그의 산업기술자로서의 교육을 계속해 나갔다. 바르는 제2차 세계대전동안인 1942년부터 1944년까지 독일국방군의 군인으로 참전하였고, 결국 독일 공군전술학교의 사관후보생의 자리까지 오를 수 있었다. 하지만 그는 그의 할머니가 유대인이라는 이유로 '비아리안계'로 분류되어 전역했다. 전쟁이 끝난 후에는, 서독의 저명한 일일 신문사인 베를리너 차이퉁(독일어:Berliner Zeitung)에서 기자로서의 일을 시작하였고 얼마 있지 않아 유명 정기간행물인 알게마이너 차이퉁(독일어:Allgemeine Zeitung)과 데어 타 게스 슈피겔(독일어:Der Tagesspoiege)의 담당 기자로 일하게 되었다. 이처럼 서독의 저널리스트로 이름을 날리던 바르는 1956년 사회민주당(SPD)에 입당 후, 1960년 서베를린 시장이던 빌리 브란트의 대변인으로 발탁되며 그의 정치활동을 시작하였다.

## 정치 활동

### 정치 입문

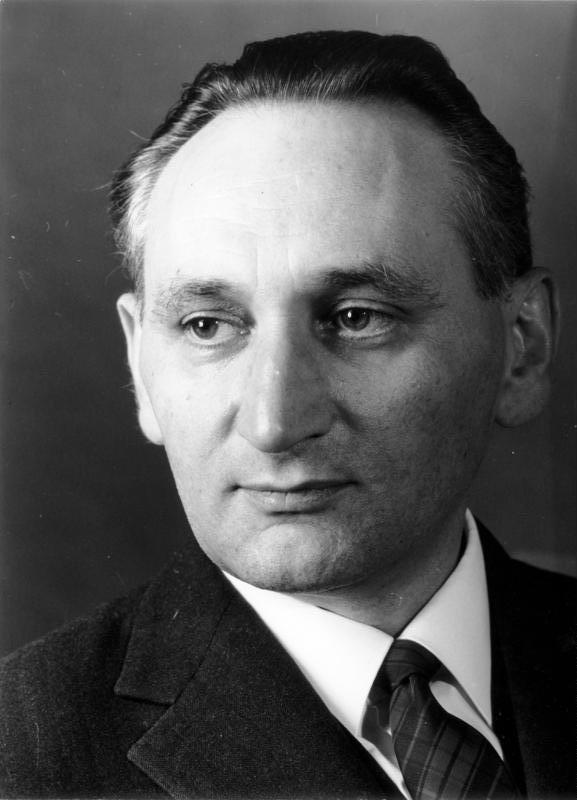
Bundesarchiv B 145 Bild-F030521-0007, Egon Bahr, 1969년 에곤 바르

#### 바르와빌리 브란트의 만남
바르가 후에 자신의 모델로 삼은 빌리 브란트를 만난 것은 베를린에서였다. 빌리 브란트 역시 신문기자로 이때 당시(1950) 이미 사민당의 떠오르는 별로 지목되고 있었다. 빌리 브란트가 1960년 서베를린의 시장으로 당선되었을 때, 바르를 공보 담당관으로 임명했다. 바르는 빌리 브란트가 1966년 서독 외무장관이 될 때까지 계속 이 업무를 맡았다. 이 과정에서 바르는 빌리 브란트의 친한 친구이자 정치적 동반자로 더욱 밀접한 관계를 지속 하게 되었다. 바르는 사민당의 젊은 당원들 클라우스 쉴러, 하인리히 알베르트와 함께 빌리 브란트의 비공식적인 자문 집단인 'brain trust'에서 시장의 얘기를 들어주고 시장에게 조언하며 시장에게 새 정책을 제안하는 역할을 맡았다.

#### 바르의 정치 수완
독일이 서독과 동독으로 나뉘고 베를린 장벽이 세워진 후가 바르가 진정한 정치적 수완을 발휘한 시기였다. 베를린 장벽의 건설은 동독의 공산주의를 무너뜨릴 수 있다는 희망을 산산조각내 버렸다. 빌리 브란트와 바르를 포함한 그의 동료들은 그들의 정잭 원칙; ‘동독을 무시하지 말고 계속 의논하자’ 하에 시민들이 절망에 무너지지 않게 하기 위해 서둘러 조치를 취했다. 이는 곧 벽을 부수는게 아닌, 쉽게 건너 갈 수 있는 벽으로 만들자는 목표로 발전 했다. 그 노력의 일환으로 그는 동독의 담당자와의 끈질긴 설득을 통해 1962년 '베를린 통행 협정'을 맺게 된다. 그리고 그 결과 크리스마스에 동독과 서독 시민들 120만 명이 벽을 넘어 서로 만날 수 있게 하는 성과를 냈다.
빌리 브란트가 1966년 서독 외무장관이 되었을 때 빌리 브란트는 바르를 해외 계획처 사무실의 총책임자로 임명했다. 빌리 브란트가 1969년 연방장관으로 당선되고 바르는 빌리 브란트의 사무실의 총책임자로 임명되었다. 외교부, 그리고 장관사무실에서 바르는 후에 동방정책으로 불리는 서독과 소련, 동유럽국가들 그리고 독일 민주 공화국과의 조약들을 성사시키는 정책들과 외교 전술들을 생각해냈다.

### 동방정책의 실현

#### 동방정책의 시작
바르는 그와 빌리 브란트가 본으로 가기 몇 년 전부터 동방정책의 밑거름이 되는 생각들을 발표했다. 1963년 7월 그가 발표한 유명한 투칭거 아카데미 연설이 서독의 외교 정책에 중대한 전환점이 되었다는 것을 알 수 있다. 바르는 상대방에게 '접근'하여 접촉을 통해 상대방의 '변화'를 유도하자는 것을 골자로 하는 정책과 같은  생각들을 “접근을 통한 변화”라는 알기 쉬운 표어로 정리했다. 1969년 그는 "접근을 통한 변화"에서 한 발 더 진보적으로 나아가기로 했다. 즉, 기존의 시각에서 벗어나 동독을  한 국가의 체제로 인정하고 소련을 비롯한 동구권 국가들과 교류를 하자는 것이 핵심이었다. 그는 동독이 서독의 숙적이라는 이전의 정책들을 거부하고 독일 민주공화국과 소련은 동독과 서독이 분단을 극복할 수 있게 해줄 핵심 역할을 한다고 강하게 주장했다. 다시 말하면 동독으로 가는 길은 모스크바를 통해서 열릴 것이라는 것을 의미한 셈이다. 동방정책은 일반적으로 서독과 소련, 동유럽, 그리고 동독을 비롯한 바르샤바 조약 동맹국들 간의 화해를 모색하기 위한 긴장완화 정책으로 묘사된다. 그러나 바르가 본 장기적 목표는 ‘작은 발걸음’을 통한 독일의 통일이었다. 하지만 그러기 위해서는 독일 나치의 잔인함을 견뎌내야 했던 국가들의 환심을 사야만 했다.
물론, 되돌아보면 독일과 동유럽의 변화가 그 때의 바르의 생각이 옳다는 것을 보여줬지만 그 당시에 그의 생각은 많은 논란을 불러 일으켰다. 우익언론, 동독에서 추방된 정치 망명자들 등이 바르를 비난했다. 특히 기독교 민주당은 바르가 모든 서독 정당들이 보는 앞에서 반공산주의 연합을 버리고 소련의 동독과 동유럽에 대한 지배 야욕에 굴복 했다고 비난했다.

#### 동방정책의 결과
그런데 1970년 동서독 간의 정상회담이 성사되면서 동서독 관계는 훈풍을 맞게 된다. 1971년의 우편 협정과 여행 및 방문 협정, 1972년의 교통 협약 등의 잇따른 체결로 동서독 간의 교류는 급격히 증가하여 동서독간에 연 700 ~ 800만 명의 인원이 교류하게 된다. 1982년 지난 10년 동안 체결한 조약들에 대해 바르가 말한 바에 따르면 바르는 동방정책이 동독과 서독간의 긴장을 완화시키고 결국에는 두 국가간의 자유로운 교류에 일조했다는 점에 굉장히 자랑스러워 했다고 한다. 그는 정책을 추진하면서 ‘안정(현 체제)과 변화(통일)’라는 두 요소를 대립적인 것으로만 여기지 않고, 시차를 두고 그 모순을 끌어안음으로써 ‘안정 그리고 변화’로 탈바꿈시켰다. 바르는 또한 동방정책이 더 나아가 동독 정권의 존속을 침식했다고 인식했다. 바르와 빌리 브란트가 장벽을 쉽게 넘어 갈 수 있게 만들자는 정책 취지 또한 장벽이 결국 허물어지게 만드는데 일조했다고 보았다.

### 통일의 설계

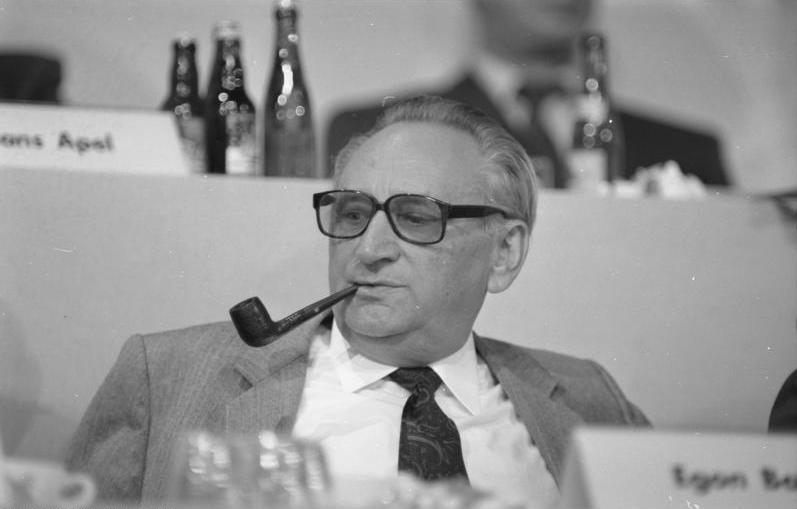
Bundesarchiv B 145 Bild-F079280-0005, Münster, SPD-Parteitag, Bahr, 1988년 SPD에서의 에곤 바르

#### 통일을 위한 외교
1969년 10월 사민당 집권후 빌리 브란트와 연방 총리실 경무장관을 맡은 바르는 “1945년의 현실을 직시하라”는 생각을 실제에 적용시키고자 하였다. 동방정책은 도입하기 어려운 정책이었지만,  바르는 서독과 소련과 공산주의 국가들간의 조약을 맺는 등의 교류의 문을 여는데 핵심적인 역할을 했다. 1970년 1월 바르는 소련 외무장관 안드레 그롬쿄와의 협상을 맡았다. 이 협상은 훗날 1970년 10월 서독과 소련의 바르-그롬쿄 공식 조약을 맽는 기반이 되었다. 이 협약이 체결되고 나서 폴란드, 체코, 그리고 헝가리와의 협약이 이어서 체결되었다.
	다른 정치인들과 달리 그는 분단 현실을 수용하고 현실주의 입장에서 통일정책을 펴야 한다고 주장했다. 서독이 동독의 존재를 인정하는 대신 ‘자결권’을 소련으로부터 인정받은 모스크바 조약은 그 구체적인 성과물이었다.
	와중에 바르는 동독에 대한 관심 역시 게을리 하지 않았다. 1970년 동서독 간의 첫 정상회담이 열렸고 1972년 특수 담당 연방 장관이 된 바르는 동독 특수 담당 연방 장관인 미하엘 콜과 만나게 된다. 그리고 이 둘은 독일 연방 공화국과 독일 민주 공화국의 새로운 발전을 약속한다. 둘은 동독과 서독사이의 운송에 관한 방대한 양의 조약들을 성립시키며 서독과 동독이 서로를 잘 알게 되는 계기를 만들었다. 이러한 조약들은 1989년 가을 동독에서 공산주의 정권이 축출되기까지 두 국가간에 특별한 관계를 형성하는 밑거름이 되었다.

#### 통일을 위한 초당적 노력
1974년 빌리 브란트의 개인 비서가 동독의 스파이로 밝혀지자 빌리 브란트는 사임을 강요 받았다. 바르는 헬무트 슈미트 내각의 경제협력 장관으로 남았다. 하지만 그와 슈미트는 잘 맞지 않았고 결국 2년후 바르는 내각에서 사임했다. 빌리 브란트는 정부를 떠나고 사민당의 당수로 임명되었다. 그리고 바르는 사민당의 사무 총장이 되면서 다시 한번 브란트와의 밀접한 관계를 지속하게 된다. 불행히도 바르는 이전의 외교부와 장관사무실에 있을 때 만큼 성공적인 수완을 발휘하지는 못했다. 1983년 사민당은 1961년 선거에서의 참패 이후 가장 큰 참패를 당한다. 그 후 바르는 사민당 사무총장에서 사임을 하지만 지속적인 정치 활동을 선보였다. 바르는 통일 문제는 정권을 뛰어넘는 사안이라 생각하고 몸소 실천했다. 소속 정당은 사민당이었지만 1982년 정권이 기독민주당(기민당)으로 넘어갔어도 헬무트 콜 총리를 만나 옛 소련에 있던 자신의 비선까지 고스란히 넘겨주고 조언을 아끼지 않았다. 독일 통일이라는 대업을 위한 초당적 결행이었다. 1990년 서독 하원 의원이자 유럽의회 교체의원이 된 바르는 미래의 유럽의 보안 협약에 대한 문제에 관해 집필했다.

### 기타 정치 활동

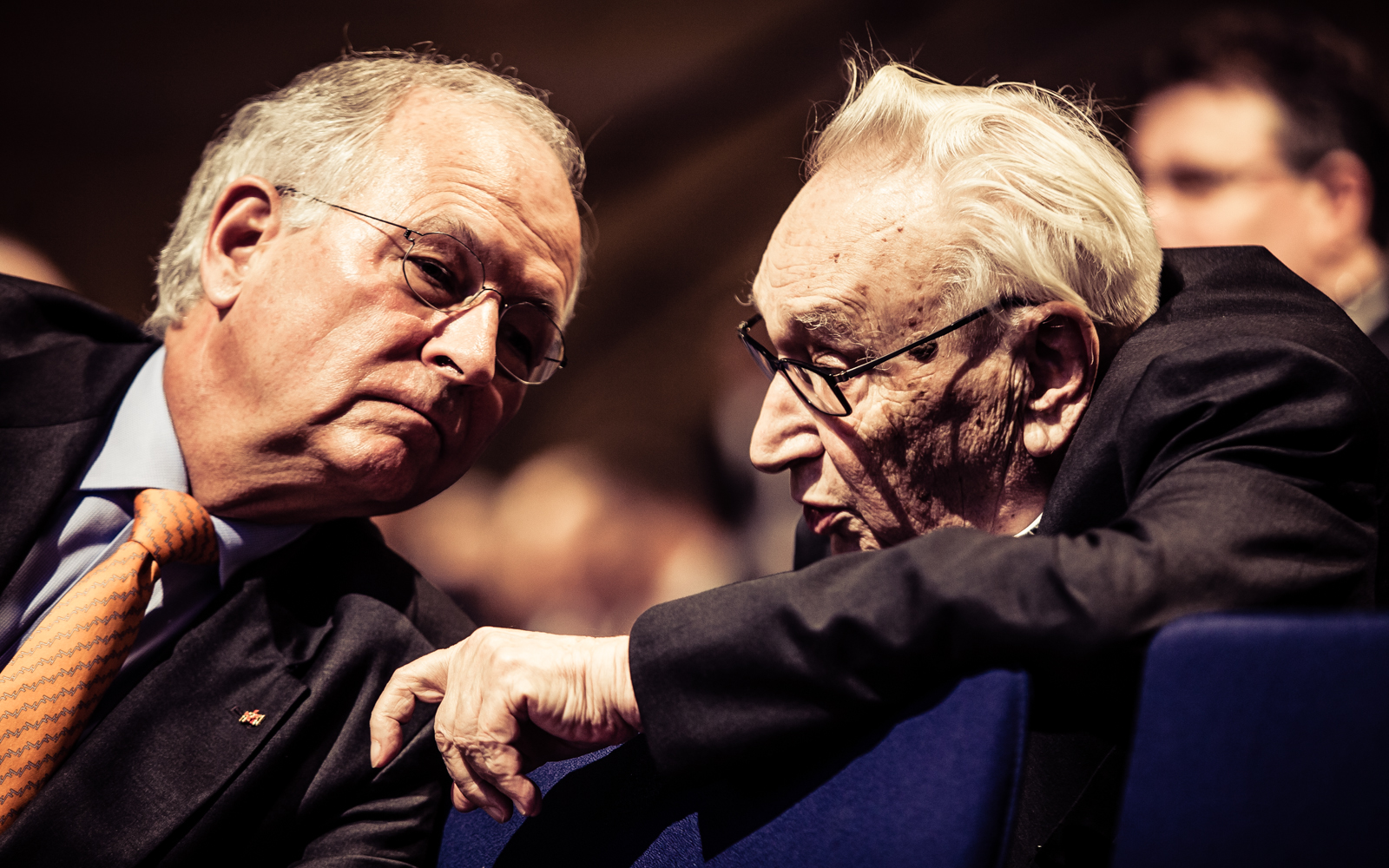
MSC 2014 Ischinger-Bahr Kuhlmann MSC2014, 2014년 제50회 뮌헨 안보 회의에 참석한 에곤 바르

바르는 1984년부터 1994년까지 함부르크 대학에서 평화 연구와 안보 정책에 관한 감독과 명예 교수직을 맡았다. 바르는 또한 2014년 제50회 뮌헨 안보 회의에 참석하였고 2015년 7월 전 소비에트 서기관 고르바초프를 러시아에서 만나 우크라이나 사태에 대한 러시아와 독일 사이의 냉전을 중지할 것을 요청하는 등 정계 은퇴 이후 2015년까지도 꾸준한 정치적 행보를 이어 왔다.

## 사생활
바르는 도로시아 그롭과의 관계에서 두 자녀를 얻었고 카렌 니에호프와의 사이에서 딸을 하나 얻어 슬하에 세 자녀를 두고 있었다. 2015년까지 세번째 부인 아델하이드 바르와 베를린에서 거주 중이었다.

## 인용

### 빌리 브란트와의 파트너십
"강대국에 맞서 독자적인 힘을 과시하고 베팅하는 것은 비극적인 좌절이나 예기치 못한 성공을 안겨줄 수도 있다. 그러한 것이 브란트와 내가 독일을 위해, 그리고 독일에 앞서 복합적인 안전보장을 위해 수없이 나눈 대화의 핵심 주제였다."
"나를 소개하는 '긴장완화정책의 설계자'라는 명칭을 나는 '건축주는 브란트'라는 말로 받아들였다. 브란트는 지령을 내렸고 언제 어디에서 내가 자신에게 질문해야 하는지 알고 있었다. 건축주가 없었다면 나는 결코 설계자가 되지 못했을 것이다."
"브란트와 나의 파트너십을 누구보다 잘 파악했던 리하르트 폰 바이츠제커는 훗날 이렇게 말했다. "빌리 브란트와 에곤 바르, 서로 180도 다른 두 인물이 만나 전무후무한 협력을 이뤄냈다. 두 사람은 서로의 도움을 바탕으로 비로소 각자의 공한 재능을 마음껏 펼칠 수 있었다.""

### 독일의 통일
"베를린 장벽은 전후 독일 역사의 전환점이었다. 베를린 장벽은 독일의 긴장완화정책을 야기시켰으며, 이 긴장완화정책을 토대로 유럽 중앙에서 두 독일은 4개 승전국들의 객체에서 주권을 가진 주체가 되었다. 긴장완화정책 없이 독일의 통일은 당연히 이루어지지 못했을 것이다."
"미하엘 콜과 나는 '접근을 통한 변화'를 검증했고, 개인적으로도 접근을 통한 변화를 경험했다. 우리는 분명 전쟁 이후 처음으로 서독과 서베를린간의 민간 왕래를 위한 법적 기반을 마련했다."
"1990년 10월 3일 이후에도 옛 고향으로 돌아가려는 사람들의 물결은 없었고, 서독에서 얻은 경험 덕분에 사람들은 훨씬 성숙해졌다. 민족이 갈라지고 오랫동안 분단되어 있는 한국인들의 비극을 우리는 겪지 않았다."

### 국가관
"국가라는 이름으로 다른 나라와 자국민에 가한 많은 범죄가 국가를 부정하는 것이 되어서는 안 된다."
"독일이 분단되어 있는 한 우리는 국가가 아니다. 통일된 하나의 국가를 포기한다는 것은 우리 민족의 자살이고 민주주의에 대한 배반이 될 것이다."

## 평가

### 외신들의 평가
영국의 가디언지는 '동방정책의 실현에 핵심적인 역할을 한 인물이며 그의 접근을 통한 변화 정책이 동서독일의 통일을 이끌었다'고 평하였다.
독일의 슈피겔지는 '통일의 창시자'라고 평하였다.
영국의 텔레그래프지는 '동독의 공산주의자들에게 접근을 통한 변화 정책을 실천한 서독 동방정책의 제창자'라고 평하였다.
미국의 뉴욕타임즈지는 '독일 통일의 기초를 마련하였다'고 평하였다.
영국의 로이터지는 '냉전 시대의 동방정책 데탕트의 선구자'라고 평하였다.
미국의 워싱턴포스트지는 '동쪽과의 유대 관계를 개선하도록 도운 서독의 정치인'이라고 평하였다.
미국의 비즈니스인사이더지는 '동방정책의 개척자'라고 평하였다.
미국의 LA타임즈지는 '통일 독일의 초석을 만들었다'라고 평하였다.
영국의 인디펜던트지는 '동독과 소비에트에게 접근을 통한 변화정책을 실행한 빌리브란트를 조력한 정치인'이라고 평하였다.
미국의 야후뉴스는 '동방정책 선도자'라고 평하였다.
독일의 DW는 '동방정책 뒤에 숨은 브레인'이라고 평하였다.

### 긴장완화 정책에 대한 비판
바르에 대해서는 보통 위와 같은 긍정적인 평가가 주를 이루지만 베르너 캄페터 박사에 따르면 빌리 브란트와 바르가 추진한 긴장완화 정책에 대한 긍정적 비판과 부정적 비판도 공존한다.

#### 주변국들에게 신뢰 형성
빌리 브란트와 바르가 추진한 긴장완화 정책은 주변국들에게 독일의 통일에 대한 신뢰감을 조성하였다. 물론 동독을 비롯한 동구권 공산주의 국가에 대한 화해 협력 정책이 처음부터 받아 들여졌던 것은 아니었다. 초기에는 특히 미국이 이 대담한 행보를 좋아하지 않았다. 하지만 대화를 통한 화해 협력이라는 정책은 점차 주변국들에게 서서히 신뢰를 쌓으며 주변국들을 설득시켜 갔으며 이를 통해 독일은 통일 독일의 기반을 닦을 수 있었다.

#### 평화가 가져온 긍정적 부산물
긴장완화 정책은 평화라는 결과물을 만들어 냈다. 평화가 가져온 부산물은 전쟁과 군사적 충돌에 대한 비용의 감소와 교류의 확대였다. 이에 따라 국방비가 감소했을 뿐만 아니라 이와 더불어 동서독 내부간의 교류에 더해 독일 외부로의 교류까지 모두 확대되는 결과를 가져옴으로써 유럽 전체의 교류 확대까지 효과를 유도할 수 있었다.

#### 서독의 일방적인 주도
긴장완화 정책은 기본적으로 동독과의 상호 평등과 존중을 기본으로 한 정책이었다. 후일에 방법론적으로는 평가절하 되기도 하지만 그 당시 긴장완화 정책이 의도한 바는 동독과의 상호 평등과 존중을 기초로 하고 있었다. 하지만 그 의도와는 다르게 긴장완화 정책은 실제로는 동독과의 통일 과정에 있어서 서독의 일방적인 주도로 이루어졌다는 비판도 함께 받게 되었다. 통일 과정에 있어서 서독의 주도적인 역할만 있었을 뿐 동독의 참여는 미미했다는 것이다.

#### 사회 경제적 준비 소홀
또한 긴장완화 정책이 사회 경제적인 시각에서 동독 주민들의 통일 이후의 융합에 대한 대비가 미비했다는 비판 역시 통일 이후에 뒤를 이었다. 동서독 통일 과정에서 동독의 주민들이 서독의 민주주의 체제에 사회적으로 무난히 적응하리라는 것은 오판이었으며 경제적으로도 통일 이후의 동독 지역의 경제적인 발전에 대한 준비 미흡으로 동독의 경제적 상황이 오히려 더 악화되었고 사회 경제적으로 막대한 통일 비용이 생성되었다는 것이다.

## 수상 경력
1973년 바르는 연방십자대훈장 (Bundesverdenstkreuz)을 수상했으며 2002년 베를린 명예시민으로 선정되었다. 2007년 그는 독일-노르웨이 빌리 브란트 재단에 의해 빌리 브란트 상을 수상했고, 2008년 괴팅겐 평화 상(Göttingen Peace Prize)와  Marion Dönhoff Preis를 모두 수상했다. 2008년 Internationales Hochschulinstitut Zittau로부터 명예박사학위를 받았다. 2010년 1월 공로 훈장(Verdienstorden)을 받았다.

## 저서
Was wird aus den Deutschen?: Fragen und Antworten (1982)
Zum europaischen Frieden: Eine Antwort auf Gorbatschow (WJS Corso) (1988)
Sicherheit fur und vor Deutschland: Vom Wandel durch Annaherung zur Europaischen Sicherheitsgemeinschaft (1991)
Zu meiner Zeit (1996)
Deutsche Interessen: Streitschrift zu Macht, Sicherheit und Aussenpolitik (1998)
Der Nationalstaat: Uberlebt und unentbehrlich (Brandt-Heft) (1998)
Ostwärts und nichts vergessen! (2012)
Gedächtnislücken by Peter Ensikat (2013)
Das musst du erzählen (2014)
Ostwärts und nichts vergessen (2015)

## 연보
1922년 – 트레프루트 출생.
1942년 - 독일 국방부의 군인으로 활동
1946년 – 제2차 세계대전 종전이후 기자로 활동
1956년 - 독일 사회민주당(SPD, 에스페데)입당
1960년 – 서베를린 시장 빌리 브란트에게 공보담당관으로 임명됨
1966년 - 서독 외무장관이 된 빌리 브란트가 바르를 해외 계획처 사무실의 총책임자로 임명
1969년 – 독일 제4대 총리 빌리 브란트의 비서로 일함
1970년 – 빌리 브란트와 함께 동방 정책 추진. 모스크바 조약과 바르샤바 조약 체결
1972년 – 독일 연방 특수 담당 장관 취임
1974년 – 기욤 사태로 인한 빌리 브란트 사임 후 헬무트 슈미트 내각의 경제 협력 장관으로 남음
1976년 – 헬무트 슈미트 내각에서 사임
1980년 - 올로프를 위원장으로 하는 군축과 안전보장에 관한 독립위원회의 일원으로서 활동
1984년 – 함부르크 대학의 평화 조사와 안전 정책 기관의 감독으로 활동(후에 명예교수로 취임)
1991년 – 잠재적 독일 평화 단체 설립에 대한 토론 추진
2002년 – 베를린 명예시민으로 임명됨
2007년 – 독일과 노르웨이의 빌리 브란트 재단으로부터 빌리 브란트 상을 수상
2008년 – 괴팅겐 평화상과 Marion Dönhoff Preis 수상
2010년 - 노스라인 베스트팔렌의 독일연방주로부터 공로훈장 취득
2015년 - 별세

## 같이 보기
빌리 브란트
헬무트 콜
헬무트 슈미트
고르바초프
동방정책
데탕트
독일의 재통일

## 참고 문헌
《독일 통일의 기적과 그 교훈》, 베르너 캄페터 박사, 프리드리히 에버트 재단, 2010
《독일 통일의 주역, 빌리 브란트를 기억하다》, 에곤 바르 지음, 박경서 오영옥 옮김, 북로그컴퍼니, 2014, ISBN 978-89-94197-70-8
《Egon Bahr and the concept of a ‘European peace order’ (1963–1970)》, Rachèle Raus, 2015